# Chloroclysta viridifasciata
Chloroclysta viridifasciata là một loài bướm đêm trong họ Geometridae.